# 莽山红山茶
莽山红山茶（学名：Camellia mongshanica）为山茶科山茶属的植物。分布于中国大陆的广东等地，生长于海拔1,200米的地区，常生长在山地常绿林中，目前尚未由人工引种栽培。